# Josh Magennis
Josh Magennis, właśc. Joshua Brendan David Magennis (ur. 15 sierpnia 1990 w Bangorze) – północnoirlandzki piłkarz występujący na pozycji napastnika. Zawodnik Boltonu Wanderers.

## Kariera klubowa
Magennis treningi rozpoczął w 2005 roku jako junior w północnoirlandzkim klubie Lisburn Distillery. W 2006 roku przeszedł do Glentoranu, a w 2007 roku trafił do juniorów walijskiego Cardiff City. W 2009 roku został włączony do jego pierwszej drużyny, grającej w angielskiej lidze Championship. Zadebiutował w niej 8 sierpnia 2009 roku w wygranym 4:0 pojedynku ze Scunthorpe United. W październiku 2009 roku został wypożyczony do angielskiego Grimsby Town z League Two. W styczniu 2010 roku wrócił do Cardiff, gdzie spędził jeszcze pół roku.
W połowie 2010 roku Magennis odszedł do szkockiego Aberdeen. W Scottish Premier League zadebiutował 14 sierpnia 2010 roku w wygranym 4:0 spotkaniu z Hamilton Academical. 19 lutego 2011 roku w wygranym 5:0 pojedynku z Kilmarnock strzelił pierwszego gola w Scottish Premier League.

## Kariera reprezentacyjna
W reprezentacji Irlandii Północnej Magennis zadebiutował 26 maja 2010 roku w przegranym 0:2 towarzyskim meczu z Turcją.